# Jiaxing
Jiaxing (嘉兴 ; pinyin : Jiāxīng) est une ville du nord de la province du Zhejiang en Chine. Située dans le delta du Yangzi, Jiaxing est l'une des célèbres "江南水乡 villes d'eau au sud du fleuve (du Yangzi)" et une "国家历史文化名城 Ville Historique et Culturelle Nationale de Chine". Attenant à Shanghai, Suzhou, Hangzhou et Ningbo, Jiaxing est le berceau de la "馬家浜文化 culture Majiabang" au néolithique, il y a 7 000 ans. 
Le "中国共产党第一次全国代表大会 1er congrès national du Parti communiste chinois" s'est tenu sur un bateau au "南湖 lac du sud" du district de Nanhu de Jiaxing, où le Parti communiste chinois a été officiellement fondé. Jiaxing est ainsi devenu le symbole de la naissance du Parti communiste. Le lieu permanent de la "世界互联网大会 Conférence mondiale sur l'Internet" annuelle, débuté en 2014, se situe à Wuzhen de Jiaxing. Son succès a contribué à la création de l'"世界互聯網大會國際組織 Organisation internationale de la Conférence mondiale sur l'Internet" en 2022.
La population de la ville était de 1 201 900 habitants en 2010, tandis que la préfecture comptait 4,5 millions d'habitants.

## Économie
Jiaxing est une des plus importantes villes de l'industrie de la soie en Chine.
En 2005, le PIB total a été de 116 milliards de yuans, et le PIB par habitant de 34 706 yuans.

## Culture
En 2014, le premier "虫草博物馆 Cordyseum" au monde sur le thème de Cordyceps a été créé dans la ville de Jiaxing, couvrant une superficie de 15 000 mètres carrés et une surface de plancher de 12 000 mètres carrés. Il vise à promouvoir les connaissances concernant le Cordyceps et en possède une collection de spécimens et d'archives de plus de 500 espèces, découvertes dans le monde entier, dont Cordyceps sinensis, Cordyceps militaris, Ophiocordyceps clavata, Cordyceps scarabaeicola.

## Personnalités
Parmi les 1 800 célébrités nationales recensées dans l'« Encyclopédie de Chine », Jiaxing en comptait plus de 80; il y avait plus de 2 800 进士 Jinshi - le diplôme le plus élevé de l'examen impérial en Chine impériale dans la province du Zhejiang sous la dynastie Qing, et Jiaxing en comptait 695.
- Wang Guowei (1877-1927), poète et historien.
- Li Shutong (1880-1942), artiste et maître du bouddhisme.
- Mao Dun (1896-1981), écrivain.
- Xu Zhimo (1897-1931), poète et écrivain.
- Feng Zikai (1898-1975), artiste.
- Shiing-Shen Chern (1911-2004), mathématicien.
- Jin Yong（(1924-2018), écrivain et cofondateur de Ming Pao.

## Subdivisions administratives
La ville-préfecture de Jiaxing exerce sa juridiction sur sept subdivisions - deux districts, trois villes-districts et deux xian :
- le district de Nanhu - 南湖区 Nánhú Qū ;
- le district de Xiuzhou - 秀洲区 Xiùzhōu Qū ;
- la ville de Pinghu - 平湖市 Pínghú Shì ;
- la ville de Haining - 海宁市 Hǎiníng Shì ;
- la ville de Tongxiang - 桐乡市 Tóngxiāng Shì ;
- le xian de Jiashan - 嘉善县 Jiāshàn Xiàn ;
- le xian de Haiyan - 海盐县 Hǎiyán Xiàn.